# 떼까마귀

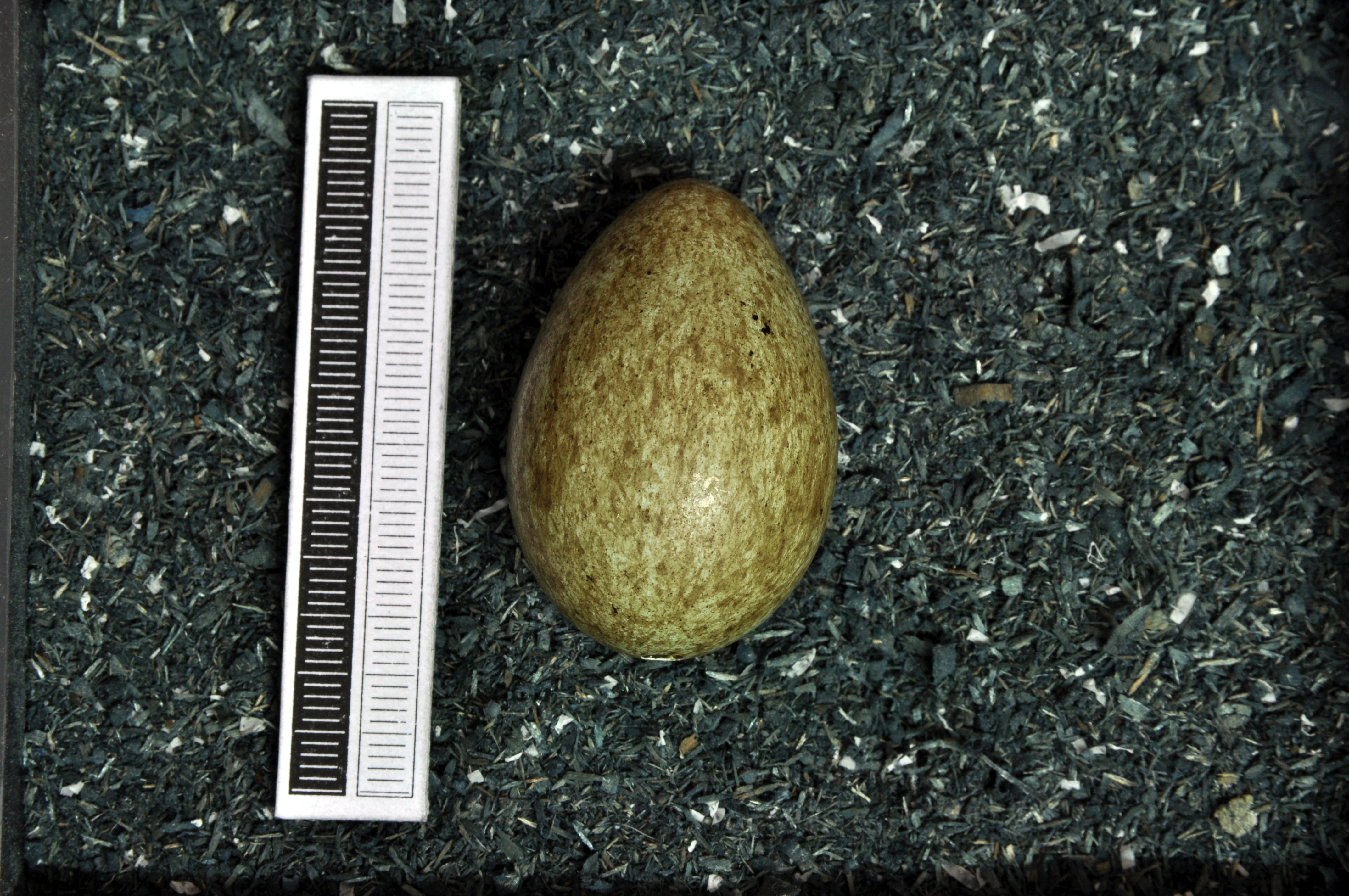
알

떼까마귀(Corvus frugilegus, rook)는 참새목 까마귀과에 속하는 조류이다. 1758년 칼 폰 린네가 명명한 종 이름 frugilegus는 "채집 생활"을 뜻하는 라틴어 낱말이다.
이 종의 크기는 밝은 햇빛에 가끔은 푸른 빛깔을 보이는 검은 깃털의 송장까마귀와 비슷(45~47 센티미터)하거나 조금 작다.